# Vỏ lục địa

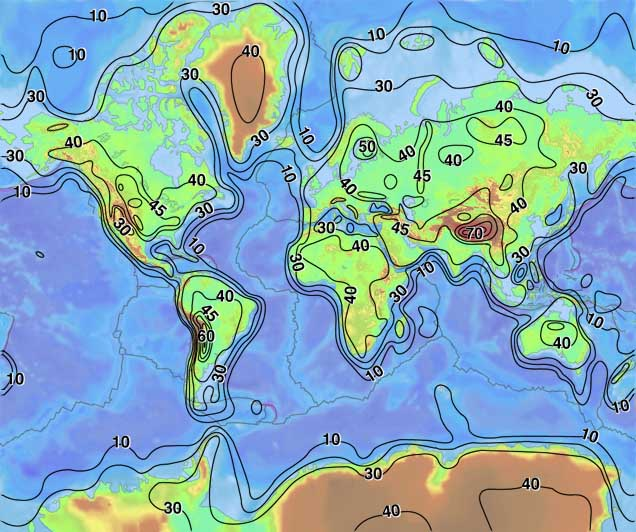
Độ dày của Lớp vỏ Trái Đất (km)

Vỏ lục địa hay quyển sial là lớp vỏ cấu thành nên các lục địa trên Trái Đất. Bề dày trung bình của lớp vỏ này khoảng 40 km. Ranh giới giữa vỏ lục địa và manti là mặt Moho. Vỏ lục địa được nghiên cứu bằng phương pháp khảo sát, khoan và địa chấn.

## Cấu tạo
Vỏ lục địa được cấu tạo bởi các lớp:
- Lớp trầm tích có bề dày trung bình khoảng 3 km. Thành phần chủ yếu gồm các đá trầm tích có tuổi khác nhau từ cổ nhất đến trẻ nhất. Tốc độ truyền sóng địa chấn từ 3,5 đến 5 km/s.
- Lớp granitogơnai có tốc độ truyền sóng địa chấn từ 5,5 đến 6,1 km/s.
- Lớp bazan được cấu tạo chủ yếu bởi các đá biến chất tướng granulit.